# .357 SIG
La cartuccia .357 SIG è un tipo di munizione per pistola semiautomatica realizzata dalla SIG in collaborazione con la Federal Cartridge.
La .357 SIG è stata creata a partire dal 1994 sulla base della cartuccia .40 S&W, con l'intenzione di ottenere una munizione delle stesse dimensioni ma con potenza simile ad una .357 Magnum sparata da un revolver con canna da 2" (50 mm c.ca).